# Labyrint (fornminne)
| Labyrint |
| --- |
| Labyrint vid Fröjels kyrka på Gotland. - Betydelse – historisk stensättning i form av labyrint - Bakgrund – åtminstone sedan bronsåldern - Förekomst – Skandinavien, Centraleuropa, Västeuropa, Asien, Nordamerika, Medelhavsområdet - Olika namn: trojaborg, trojeborg, jungfrudans, trelleborg, viborg, ringborgstad, rysk fästning, nineve, jerusalem och jerichos ritning |

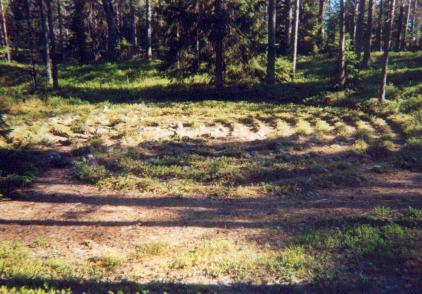
Labyrint på Stor-Haraskär, Ångermanland

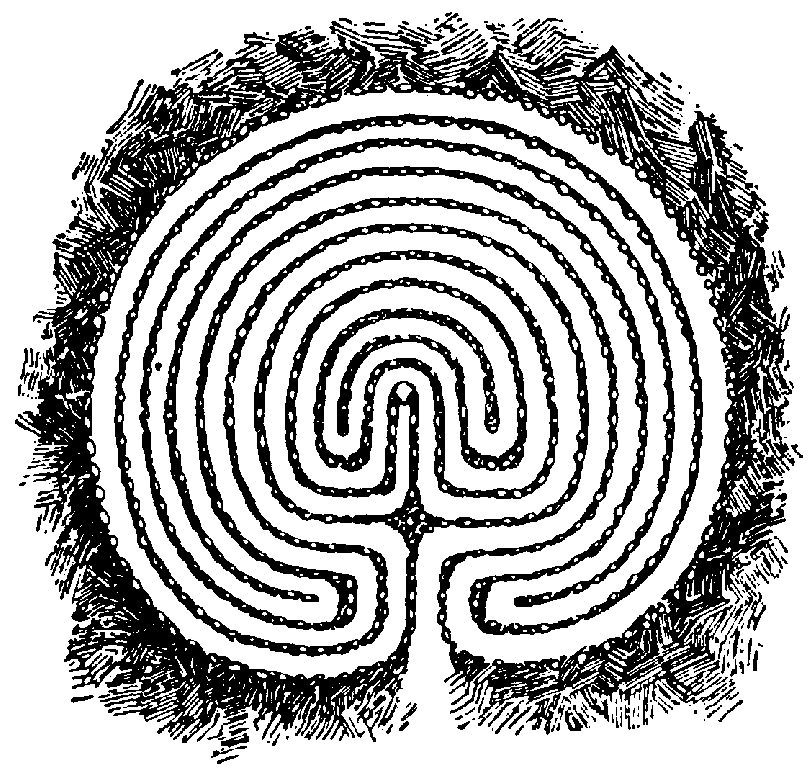
"Trojaborg", labyrintisk stensättning strax norr om Visby (ur Nordisk familjebok)

Labyrint, även trojaborg och jungfrudans (i västra Finland), är en säregen typ av fornlämning i form av labyrint. Den är känd från flera perioder, kulturer och områden, bland annat från Skandinavien, Storbritannien, Tyskland, Afghanistan, Indonesien och bland Nordamerikas hopiindianer. Kända historiska och litterära labyrinter är farao Amenemhet III:s gravtempel vid Hawara i Faijum, och labyrinten på Kreta som enligt grekisk mytologi hyste odjuret Minotauros.

## Namnet
Ordet labyrint kommer från det grekiska ordet för irrgång, labyrinthos. Dess ursprung i grekiskan är okänt och icke-grekiskt.
På en etruskisk vinkanna från cirka 600 före Kristus, den så kallade Tragliatella-oinochoen, avbildas en labyrint med inskriften TRVIA vilket har tolkats som den befästa staden "Troja". Detta har gett upphov till att labyrinter ofta benämns Troytown på engelska och trojaborg eller trojeborg på svenska.
I västra Finland, från Åboland (eller Nyland) till Österbotten, kallas de jungfrudans. Dessa har använts i folkliga lekar, skådespel eller fruktbarhetsriter som går ut på att en kvinna finns i mitten och en eller flera män ska ta sig fram till henne. I Sverige beskrivs begreppet, bland annat inom forntidsforskningen, numera oftast som fält- eller stenlabyrinter.
Andra namn på fenomenet är trojaborg, jungfrudans, trelleborg, viborg, ringborgstad, rysk fästning, nineve, jerusalem och jerichos ritning. Fler använda namn är trojeborg, tröborg, rundborg, trinneborg, lissabon och babylon. Namnvarianterna pekar på att syftningen ofta har gått till antika eller kristna berättelser om olika städer eller borgar.

## Historik

### Bakgrund, Europa
Liknande motiv har förekommit åtminstone över 3 000 år. Bland annat återfinns en sådan på en lertavla från den mykenska borgen Pylos med Linear B-inskrift, daterad till 1 200 f.Kr. De återfinns på hällsristningar tillhöriga bronsålder i Spanien samt på hällristningar från järnåldern i Nordafrika. Mönstret har förekommit även i Kaukasien, Indien, på Sumatra och på Java.
I Iliaden berättas hur Hefaistos på Akilles sköld framställde en dansplats, likt den som Daidalos på Kreta gjort åt Ariadne. Plutarchos berättar att en med Ariadnesagan sammanhängande kultdans på ön Delos efterbildade den labyrinten på Kreta och försiggick i fram och tillbakagående vindlingar. I Serbien har slingrande långdanser kallats Trojanka, och i Frankrike förekom liknande ringdanser på folkfester, särskilt fettisdagen fram till 1830-talet.
Under romartiden hade man en ryttarlek som kallades Troiae. Vergilius liknade denna i Aeneiden vid den "kretensiska labyrintens tusenfaldiga irrgång".

### Medeltiden
Under medeltiden blev labyrintfigurerna vanliga i italienska och franska katedraler, i vilka man kunde företa symboliska pilgrimsfärder till Jerusalem.
En labyrintbild finns avbildad på en medeltida kyrkklocka i Västergötland.

### Nordeuropa, betydelse
I Sverige finns mellan 300 och 400 kända labyrinter, i Finland cirka 200 och i Norge cirka 20. Labyrinter förekommer också vid Vita havets kust samt i Estland, och beskrivningar av labyrinter finns även från Island. De flesta svenska labyrinterna ligger utmed kusterna och över hälften i Norrland. De nordiska labyrinterna består ofta av rader av kullerstenar, lagda i ett symmetriskt, snarare än slumpmässigt, mönster. De flesta labyrinter i landet härrör från 1300-talet och framåt, och ett fåtal äldre labyrinter är belägna i anslutning till brons- och järnåldersgravar.
Labyrinter är mytomspunna, och de anses allmänt ha haft en kraftig magisk betydelse. Många labyrinter är belägna vid fiskeplatser där det ansetts ge god fångst och vind att gå i labyrinter. I södra Sverige går de ibland även under namnet trälborg eller trelleborg, ej att förväxla med ringborgarna med snarlikt namn från vikingatiden.
I trojaborgarna skall en sorts folkliga lekar eller skådespel ha försiggått, med temat av en ung man som söker sig in genom labyrinten, kanske besegrar faror på vägen, och slutligen når fram till den unga kvinnan i mitten.